# Alamagan
La  Isla Alamagan está localizada a 146 millas náuticas (270 km) al norte de Saipán y ocupa un área de 11,12 km² (4.295 sq mi). El volcán de la isla (Punta Bandera) es una gran caldera que se encuentra en su cumbre. La última erupción del volcán fue registrada en 1917. El oeste de la isla está cortado en profundos desfiladeros cubiertos de hierba. El sureste es una inclinación de lava que llega hasta el mar. En la isla hay profundos valles y cuevas. Existen formaciones de cocoteros y son destacables los manantiales de agua templada en la parte norte de la isla. 
Alamagan es una reserva natural para el ave Acrocephalus luscinia la cual solamente se puede encontrar también en la isla de Saipán y posiblemente también en Aguijan. 

## Historia
Antes de la llegada de los españoles, Alamagan fue colonizada por los chamorros, quienes dejaron evidencia arqueológica que incluye columnas de piedra latte y cerámica. Desde una perspectiva europea, Alamagan fue descubierta en 1669 por el misionero español Diego Luis de San Vitores, quien la llamó Concepción. Con todo, es probable que haya sido visitado anteriormente en 1522 por el marinero español Gonzalo de Vigo, desertor de la expedición de Magallanes en 1521 y primer náufrago europeo en la historia del Pacífico.  En 1695, los nativos de Alamagan fueron trasladados por la fuerza a Saipan y tres años más tarde a Guam.[cita requerida]
Tras la venta de las Marianas del Norte por parte de España al Imperio Alemán en 1899, Alamagan fue administrada como parte de la Nueva Guinea Alemana. Durante este tiempo, una empresa privada, la Pagan Society, propiedad de un socio alemán y otro japonés, desarrolló más plantaciones de cocos. Sin embargo, fuertes tifones en septiembre de 1905, septiembre de 1907 y diciembre de 1913 destruyeron las plantaciones y llevaron a la empresa a la quiebra.
Durante la Primera Guerra Mundial, Alamagan quedó bajo el control del Imperio japonés y administrado dentro del Mandato del Pacífico Sur. Después de la Segunda Guerra Mundial, quedó bajo el control de los Estados Unidos y administrado como parte del Territorio en Fideicomiso de las Islas del Pacífico. Desde 1978, forma parte del Municipio de las Islas del Norte de las Islas Marianas del Norte.
La isla estaba habitada y siguió utilizándose para la producción de copra, con los principales asentamientos de Song Song en el sur y el campamento de Patida en el noroeste. Sin embargo, en 1962 la población había disminuido tanto que la escuela primaria se cerró por falta de estudiantes. Debido a lo que se pensaba que era un aumento de la actividad volcánica, los isleños fueron evacuados en diciembre de 1998 cuando se temía una erupción. Sin embargo, el análisis del evento concluyó que se trataba de un exceso de agua de lluvia que entró en las fumarolas, lo que provocó vapor adicional, no un evento eruptivo. 